# Ngari
Ngari (tyb. མངའ་རིས་ས་ཁུལ་, Wylie mnga' ris sa khul, ZWPY Ngari Sakü; chiń. upr. 阿里地区; chiń. trad. 阿里地區; pinyin Ālǐ Dìqū) – prefektura w Chinach, w Tybetańskim Regionie Autonomicznym. Siedzibą prefektury jest powiat Gar. W 1999 roku prefektura liczyła 72 962 mieszkańców.

## Podział administracyjny
Prefektura Ngari podzielona jest na:
- 7 powiatów: Gar, Burang, Zanda, Rutog, Gê'gyai, Gêrzê, Coqên.